# Каняверал де Леон
Каняверал де Леон (на испански: Cañaveral de León) е населено място и община в Испания. Намира се в провинция Уелва, в състава на автономната област Андалусия. Общината влиза в състава на района (комарка) Сиера де Уелва. Заема площ от 35 km². Населението му е 412 души (по преброяване от 2010 г.). Разстоянието до административния център на провинцията е 134 km.

## Демография
| 1996 | 1998 | 1999 | 2000 | 2001 | 2002 | 2003 | 2004 | 2005 | 2006 |
| ---- | ---- | ---- | ---- | ---- | ---- | ---- | ---- | ---- | ---- |
| 539  | 514  | 515  | 501  | 489  | 474  | 464  | 434  | 419  |      |